# Energuia Kemerovo
L'Energuia Kemerovo - en russe : Хоккейный клуб Энергия Кемерово - est un club de hockey sur glace de Kemerovo en Russie.

## Historique
Le club est créé en 1997 sous le nom de HK Kemerovo. En 1998, il est renommé Energuia Kemerovo. Il n'est pas engagé dans un championnat actuellement, sa patinoire étant en construction.

## Palmarès
- Aucun titre.